# Leucotelium cerasi
Leucotelium cerasi är en svampart som först beskrevs av Berenger, och fick sitt nu gällande namn av Woldemar Tranzschel 1935. Leucotelium cerasi ingår i släktet Leucotelium och familjen Uropyxidaceae.   Inga underarter finns listade i Catalogue of Life.